# 22168 Weissflog
22168 Weissflog este un asteroid care intersectează orbita planetei Marte.

## Descriere
22168 Weissflog este un asteroid care intersectează orbita planetei Marte. Asteroidul prezintă o orbită caracterizată de o semiaxă mare de 2,16 ua, o excentricitate de 0,27 și o înclinație de 3,0° în raport cu ecliptica.